# Ota Hirokazu
Hirokazu Ota (sinh ngày 10 tháng 4 năm 1971) là một cầu thủ bóng đá người Nhật Bản.

## Sự nghiệp câu lạc bộ
Hirokazu Ota đã từng chơi cho Bellmare Hiratsuka.

## Thống kê câu lạc bộ

### J.League
| Đội                | Năm       | J.League | J.League | J.League Cup | J.League Cup | Tổng cộng | Tổng cộng |
| Đội                | Năm       | Trận     | Bàn      | Trận         | Bàn          | Trận      | Bàn       |
| ------------------ | --------- | -------- | -------- | ------------ | ------------ | --------- | --------- |
| Bellmare Hiratsuka | 1994      | 0        | 0        | 0            | 0            | 0         | 0         |
| Bellmare Hiratsuka | 1995      | 2        | 0        | -            | -            | 2         | 0         |
| Tổng cộng          | Tổng cộng | 2        | 0        | 0            | 0            | 2         | 0         |